# Sorgenti idrotermali Endeavour

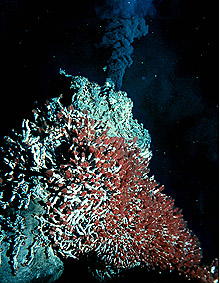
Un camino idrotermale di tipo black smoker che emette acqua calda a 360 °C nelle sorgenti idrotermali Endeavour.

Le sorgenti idrotermali Endeavour (in lingua inglese: Endeavour Hydrothermal Vents) sono un gruppo di sorgenti idrotermali sottomarine dell'Oceano Pacifico, situate circa 260 km a sudovest dell'Isola di Vancouver, nella Columbia Britannica, in Canada.
Le sorgenti idrotermali Endeavour si trovano a 2.250 m al di sotto del livello del mare, in un'area di espansione del fondale oceanico, che fa parte della dorsale di Juan de Fuca.
I camini idrotermali si formano in aree vulcanicamente attive, come le dorsali oceaniche, dove due placche tettoniche sono in fase distensiva e tendono a separarsi tra loro, dando luogo alla formazione di nuova crosta oceanica. In queste zone, l'acqua penetra attraverso la crosta incandescente subendo una variazione di temperatura e pressione che causa la precipitazione dei sali minerali e che può portare alla formazione dei camini idrotermali. Quando la temperatura dei fluidi idrotermali diminuisce in seguito alla miscelazione con la più fredda acqua marina, l'ambiente raggiunge condizioni di equilibrio termico e chimico che favoriscono lo sviluppo di una comunità biologica unica.

## Circolazione dei fluidi
I camini idrotermali si formano tipicamente ai margini delle placche tettoniche e in associazione con i punti caldi. L'acqua si infiltra attraverso le fessure del fondale che provocano il suo riscaldamento mentre la crosta si raffredda. Questo permette ai fluidi idrotermali di risalire, fuoriuscendo dalla crosta per immettersi nell'oceano sotto forma di sorgenti idrotermali. L'acqua calda fornisce l'energia e il nutrimento per gli organismi chemioautotrofi che proliferano in questo ambiente.
Sono stati identificati circa 800 distinti camini idrotermali in una sezione di 15 km della dorsale.

## Sorgente termica

Chimismo delle sorgenti idrotermali

Il calore delle sorgenti idrotermali Endeavour è fornito dal raffreddamento della crosta terrestre in un'area di attività sismica. L'acqua proviene dalle infiltrazioni dell'oceano nelle fessure della crosta terrestre da cui fuoriesce dopo essersi riscaldata assieme ad altri fluidi idrotermali provenienti dall'interno della Terra.

## Flusso e chimica dei fluidi
Il flusso energetico causato dal gradiente di temperatura delle sorgenti idrotermali contribuisce a favorire le reazioni chimiche necessarie per la vita, innescando la sintesi di nuovi composti organici. Le variazioni della temperatura sono collegate al raffreddamento del magma quando esso entra in contatto con la fredda acqua marina.
I fluidi idrotermali immessi nell'oceano possono raggiungere temperature fino a 402 °C.

## Biologia

Logo dell'area marina protetta

Le sorgenti idrotermali sono posizionate nelle dorsali oceaniche, dove è presente una grande abbondanza di forme di vita, e producono una grande biodiversità, fornendo l'habitat per molte specie uniche di animali.
Nella dorsale di Juan de Fuca vi sono 60 specie viventi uniche al mondo. In particolare nel segmento Endeavour, si trovano 12 specie che esistono solo in questa area, come l'aracnoide Sericosura Venticola, che fa parte della famiglia di artropodi marini Ammotheidae (Dohrn, 1881).
È stato identificato anche un microbo estremofilo che vive in un ambiente sulfureo alla temperatura di 121 °C, che è il limite più elevato di temperatura attualmente conosciuto.

## Designazione come area marina protetta
In seguito alla ricca biodiversità delle sorgenti idrotermali Endeavour, nel 2003 il Canada's Oceans Act ha designato il sito come prima area marina protetta del Canada. La gestione dell'area protetta assicura che le attività umane siano di aiuto e non di ostacolo alla conservazione della biodiversità dell'area, aumentando la ricerca e favorendo nel contempo la consapevolezza pubblica dell'ambiente. Tutta la normativa è disponibile su Endeavour Hydrothermal Vents Marine Protected Area Regulations.